# Liste der Einträge im National Register of Historic Places im Nobles County

Lage des Nobles County in Minnesota

Die Liste der Einträge im National Register of Historic Places im Nobles County in Minnesota führt alle Bauwerke und historischen Stätten im Nobles County auf, die in das National Register of Historic Places aufgenommen wurden.
| [ 2 ] | Name                                           | Bild                            | Eintragsdatum        | Lage                                                                          | Ort              | Beschreibung |
| ----- | ---------------------------------------------- | ------------------------------- | -------------------- | ----------------------------------------------------------------------------- | ---------------- | --- |
| 1     | Adrian State Bank                              |                                 | 1980 ID-Nr. 80002093 | Main Street Ecke 2nd Avenue 43° 38′ 6,8″ N, 95° 56′ 0,2″ W                    | Adrian           | 1891 Queen Anne-Stil errichtetes Bankgebäude                                                                                  |
| 2     | Church of St. Adrian-Catholic                  | Church of St. Adrian-Catholic   | 1980 ID-Nr. 80002094 | Main Street Ecke Church Street 43° 37′ 51,5″ N, 95° 55′ 57,7″ W               | Adrian           | Im Jahr 1900 aus Backsteinen im neuromanischen Stil errichtete Kirche                                                         |
| 3     | Church of St. Kilian (Catholic)                | Church of St. Kilian (Catholic) | 1998 ID-Nr. 97001425 | Rund fünf Kilometer nordwestlich von Wilmont 43° 47′ 23,4″ N, 95° 52′ 10,4″ W | Wilmont Township | Im Jahr 1900 im neugotischen Stil errichtete Kirche deutscher Einwanderer                                                     |
| 4     | Citizens' National Bank                        | Citizens' National Bank         | 1982 ID-Nr. 82002990 | 326 10th Street 43° 37′ 13,2″ N, 95° 35′ 49,3″ W                              | Worthington      | 1901 aus Back- und Feldsteinen im neuromanischen Stil errichtetes Bankgebäude                                                 |
| 5     | George D. Dayton House                         | George D. Dayton House          | 2003 ID-Nr. 03001336 | 1311 4th Avenue 43° 37′ 23,2″ N, 95° 35′ 37,7″ W                              | Worthington      | 1890 im Colonial Revival genannten Baustil errichtetes Wohnhaus des Geschäftsmannes Wallace L. Dow; heute ein Bed & Breakfast |
| 6     | Hotel Thompson                                 | Hotel Thompson                  | 1984 ID-Nr. 84001625 | 300-310 10th Street 43° 37′ 11,6″ N, 95° 35′ 47,3″ W                          | Worthington      | 1911 aus Backsteinen im Georgian Revival-Stil errichtetes Hotelgebäude                                                        |
| 7     | Dr. E.A. Kilbride Clinic                       | Dr. E.A. Kilbride Clinic        | 1977 ID-Nr. 77000760 | 701 11th Street 43° 37′ 24,2″ N, 95° 35′ 57,7″ W                              | Worthington      | 1927 errichtetes Klinikgebäude                                                                                                |
| 8     | Siemer Silo and Barn                           | Siemer Silo and Barn            | 1980 ID-Nr. 80002095 | County Highway 19 43° 34′ 41,1″ N, 96° 0′ 44,8″ W                             | Ellsworth        | 1918 errichtete Scheune und 1936 gebauter Silo; der Silo ist seit 2012 nicht mehr an dieser Stelle                            |
| 9     | Sioux City and St. Paul Railroad Section House |                                 | 1980 ID-Nr. 80002096 | Spencer Street Ecke 1st Street 43° 50′ 45,5″ N, 95° 28′ 4,5″ W                | Dundee           | 1879 für Beschäftigte der Eisenbahn errichtetes Wohngebäude                                                                   |
| 10    | Slade Hotel                                    | Slade Hotel                     | 1975 ID-Nr. 75000999 | 2nd Street Ecke Main Street 43° 38′ 6,7″ N, 95° 55′ 57,8″ W                   | Adrian           | 1891 aus Backsteinen im Queen Anne-Stil errichtetes Hotel                                                                     |